# Фридман, Матти
Матти Фридман (иврит: מתי פרידמן) — израильский журналист и писатель родившийся в Канаде. Он печатается в New York Times.

## Биография
Матти Фридман родился в канадской еврейской семье и вырос в Торонто.
В 1995 году он приехал в Израиль в возрасте семнадцати лет и поселился в Иерусалиме.
Он был призван в Армию обороны Израиля и служил в бригаде Нахаль. Он был отправлен в израильскую зону безопасности на юге Ливана во время конфликта в Южном Ливане в конце 1990-х годов, и большую часть своей службы провел на израильской позиции под названием «Аванпост Тыква», название которой вдохновило название книги, в которой он позже описал свой опыт в Ливане. После службы в армии он учился в Еврейском университете в Иерусалиме.

## Карьера
С 2006 по конец 2011 года Фридман был репортером и редактором в иерусалимском бюро информационного агентства Associated Press (AP).
Во время своей журналистской карьеры он также работал репортером в Египте, Марокко, Ливане, Москве и Вашингтоне. С самого начала Фридман привлек внимание широкой публики, написав пару эссе об антиизраильской предвзятости СМИ, в которой содержалась резкая критика AP.
Книга Фридмана «Кодекс Алеппо: Истинная история одержимости, веры и поисков древней Библии», опубликованная в мае 2012 года издательством Algonquin Books, представляет собой отчет о том, как Алеппский кодекс, «самый старый, самый полный и самый точный текст Танаха» оказался в Израиле. Считалось, что многие страницы кодекса пропали во время антиеврейских беспорядков 1947 года в Алеппо, когда Центральная синагога Алеппо, где размещался кодекс, была подожжена и сильно повреждена.
Вместо этого Фридман заключает, что он прибыл в Израиль практически целым и что конкретный израильский ученый (которого он называет), скорее всего, несет ответственность за потерю. Более того, вопреки обычному мнению, что кодекс был добровольно передан государству Израиль, Фридман публикует засекреченные стенограммы судебных баталий, в которых алеппские евреи пытались вернуть кодекс своей общине.
Книга получила премию Сами Рора в области еврейской литературы в 2014 г., была выбрана в качестве одной из десяти лучших книг по религии и духовности 2012 г., была награждена медалью Софи Броуди Американской библиотечной ассоциации в 2013 г., Канадской медалью еврейской книге по истории 2013 г., и заняла второе место в рейтинге научно-популярной книги года о религии 2013 года Ассоциации религиозных журналистов.
Книга Фридмана 2016 года «Тыквенные цветы: солдатская история забытой войны» посвящена его опыту в качестве солдата ЦАХАЛа во время конфликта в Южном Ливане.
В 2019 году Фридман опубликовал «Шпионы без страны: секретные жизни при рождении Израиля», рассказ о четырёх арабоязычных евреях, которые руководили сионистским разведывательным подразделением ещё до обретения Израилем независимости, «арабской секцией» в Бейруте, а затем на территории французского мандата в Сирии и Ливане к концу британского мандата в Палестине. Книга получила Книжную премию Натана в 2018 г.

## Взгляды
После конфликта между Израилем и Газой в 2014 году Фридман написал эссе, в котором критикует то, что он считает предвзятым отношением международных СМИ к Израилю и чрезмерным вниманием к этой стране, заявив, что новостные организации рассматривают это как «самую важную историю на земле». Он сказал, что когда он был корреспондентом AP,
в агентстве было более 40 сотрудников, работающих в Израиле и на палестинских территориях. Это было значительно больше сотрудников отдела новостей, чем у AP в Китае, России или Индии, или во всех 50 странах Африки к югу от Сахары вместе взятых. Это было больше, чем общее количество сотрудников, занимающихся сбором новостей, во всех странах, где в конечном итоге вспыхнули восстания «арабской весны» ... Я не хочу придираться к AP - это агентство вполне обычное, что делает его полезным в качестве примера. Крупные игроки новостного бизнеса практикуют групповое мышление, и такая кадровая политика отразилась на всем стаде.
Израильская газета Гаарец сообщила, что статья стала «вирусной» в Facebook. Затем The Atlantic предложил Фридману написать более длинную статью.
Агентство AP выступило с заявлением, в котором говорилось, что «… аргументы Фридмана были полны искажений, полуправды и неточностей как в отношении недавней войны в Газе, так и более отдаленных событий. Его предположение о предвзятости AP против Израиля является ложным».
Журналист с большим стажем Марк Лави, работавший в иерусалимском бюро AP, соглашается с обвинениями Фридмана, выдвинутыми против AP.

## Книги
- Кодекс Алеппо: правдивая история одержимости, веры и поисков древней Библии, 2012
- Тыквенные цветы: солдатская история, издательство Algonquin Books, 2016
- Шпионы без страны: секретные жизни при рождении Израиля, 2019
- Безродные шпионы. Тайные стража у колыбели Израиля, 2021